# Пантордан
Пантордан (на старогръцки: Παντόρδανος) е военен командир от ранните походи на Александър Македонски в Азия. Пантордан, син на Клеандър, е хипарх от хетайрите от Левгея, вероятно наемани от околностите на Пинд. Според разказа на Ариан в 333 година пр. Хр. по време на битката при Иса неговият ескадрон заедно с този на Перойдас е преместен от лявото на дясното крило. Двамата са единствените споменати командири по име.
И Перойдас, и Пантордан не се споменават след Иса. При Гавгамела в 331 година пр. Хр. всичките осем ескадрона на хетайрите се командват от други офицери и се предполага, че двамата са паднали при Иса.